# Paradiesbrunnen (Aachen)

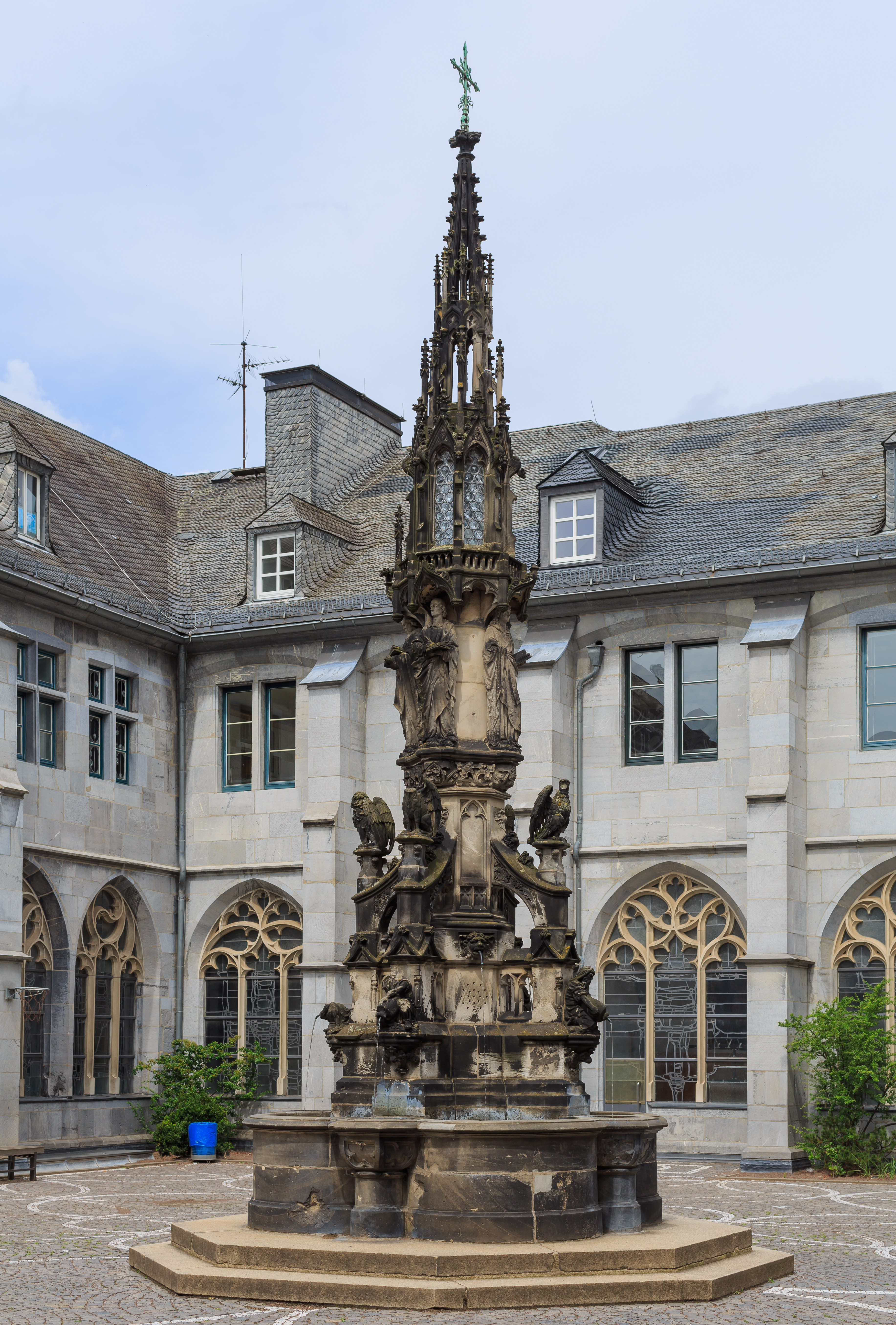
Der Brunnen

Der Paradiesbrunnen ist ein 1897 von Georg Frentzen geschaffener Brunnen in Aachen im Kreuzgang des Aachener Doms.
Der Brunnen wurde von Georg Frentzen aus Sandstein hergestellt. Er wurde ursprünglich als Schmuck für den damals an dieser Stelle vorhandenen Friedhof geschaffen. Die Figuren symbolisieren die vier Paradiesströme Euphrat und Tigris, Pischon und Gihon. Über diesen Figuren sind die vier Evangelisten zu sehen. Das Wasser des Brunnens entstammt der Pau, einem vorbeifließenden Bach.
Der Brunnen gehört zu den Baudenkmälern der Stadt Aachen.